# Handvest van de Franse taal
Het Handvest van de Franse taal (Frans: Charte de la langue française), ook Wet 101 genoemd (Loi 101), is een wet van de Canadese provincie Québec die het Frans als enige officiële taal van de provincie definieert. De wet werd voorgesteld door Camille Laurin, de Minister van Cultuur in de eerste regering van de separatistische Parti Québécois onder premier René Lévesque, alvorens te worden aangenomen door de Nationale Assemblee van Québec. Op 26 april 1977 verleende vicegouverneur Hugues Lapointe koninklijke instemming aan het handvest, waarmee het rechtskracht verkreeg. De bepalingen uit het handvest werden overgenomen uit de in 1974 door de regering van Robert Bourassa (Parti libéral du Québec) uitgewerkte Wet op de officiële taal (Loi sur la langue officielle). Voor 1974 was Québec officieel tweetalig (Engels en Frans).

## Doel
De preambule van het handvest stelt dat het Frans de officiële taal van Québec is en daarmee ook van de Québecse regering en rechtspraak. Bovendien wordt het Frans aangewezen als de ‘gebruikelijke en dagelijkse taal op het werk, het onderwijs, de communicatie, de handel en de economie´. Ook bepaalt het handvest dat de Nationale Assemblee dit doel ´in een geest van rechtvaardigheid en openheid´ zal implementeren en daarbij ´de instituties van de Engelssprekende gemeenschap van Québec' eerbiedigt, alsook ´de waardevolle bijdrage van de etnische minderheden aan de ontwikkeling van Québec' erkent. Daarenboven verplicht het handvest de Nationale Assemblee tot erkenning van de rechten van de Premières Nations (First Nations) in Québec "om hun oorspronkelijke taal en cultuur te behouden en te ontwikkelen."

## Bepalingen
Hoofdstuk 1 definieert de status van het Frans in de wetgeving, de rechtspraak, het staatkundig bestuur, de semipublieke sector, in arbeidsverhoudingen, in de handel en economie, alsook in het onderwijs. Het verklaart tevens het gebruik van de Franse taal als grondrecht van iedere persoon in Québec als:
- Het recht met overheidsorganen, beroepsverenigingen, werknemersorganisaties en met in Québec actieve bedrijven in het Frans te communiceren
- Het recht van eenieder Frans te spreken tijdens beraadslagende vergaderingen
- Het recht van werknemers tijdens hun werkzaamheden de Franse taal te gebruiken
- Het recht van consumenten om geïnformeerd en bediend te worden in het Frans
- Het recht Franstalig onderwijs te genieten in Québec

Hoofdstuk 2 omvat de taalkundige maatregelen, plaatsnamen, alsmede de ´verfransing´ van overheden en staatsbedrijven.
In Hoofdstuk 3 wordt de oprichting van een overheidsorganisatie voor de Franse taal bepaald (Office québécois de la langue française), inclusief de doelen en bevoegdheden van deze organisatie.
Hoofdstuk 4 omvat de stichting van de hoogste raad voor de Franse taal (Conseil supérieur de la langue française).
Ten slotte wordt in Hoofdstuk 5 en 6 ingegaan op de strafrechtelijke bepalingen, sancties en overgangsrecht.

## Minderheidsrechten
Bij de uitwerking van het handvest was de Québecse wetgever erop bedacht de in de Canadese Grondwet of andere bestaande wetten opgenomen rechten van de taalkundige minderheden te waarborgen, hetzij van de Engelstalige inwoners hetzij van de inheemse bevolking. Overeenkomstig de grondwet behelst het Handvest van de Franse taal meerdere garanties voor het gebruik van andere talen dan het Frans. De wettekst stelt bijvoorbeeld dat:
- Wetten gelijktijdig in een Franstalige en Engelstalige versie gepubliceerd moeten worden, waarbij beide teksten officieel erkend worden
- Personen tijdens een zitting in de rechtbank in het Engels gehoord kunnen worden
- Het door de rechtbank uitgesproken vonnis in de officiële taal en, wanneer een van de partijen dit verlangt, in het Engels te publiceren
- Het Handvest van de Franse taal in de indianenreservaten in Québec niet van toepassing is

## Gevolgen

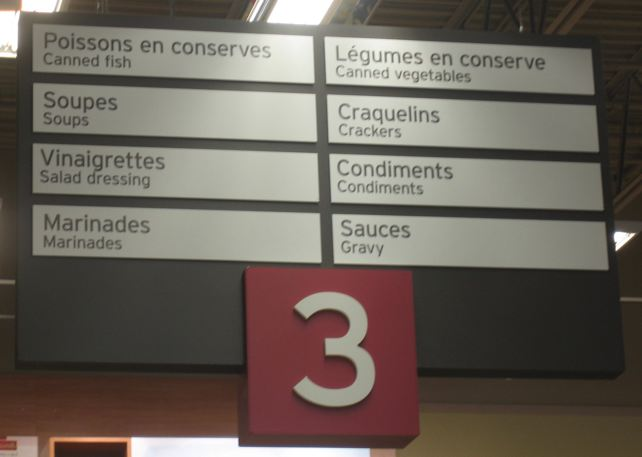
Tweetalig bord in een supermarkt in Québec, waarop conform wetgeving de Franstalige tekst prominenter is weergegeven dan de Engelstalige

In 1984 verklaarde de hoogste rechtbank van Québec die bepalingen uit het handvest ongeldig die bij commerciële opschriften uitsluitend de Franse taal toestaan, aangezien dit strijdig is met het Charte canadienne des droits et libertés. Dit oordeel werd in 1988 bevestigd door het Hooggerechtshof van Canada. De regering van Robert Bourassa was daardoor genoodzaakt Wet 178 te formuleren, waarmee het Handvest van de Franse taal gewijzigd werd. Deze wet bevat een clausule waardoor beide talen op commerciële opschriften kunnen worden gebruikt, hoewel de Franse tekst prominenter zichtbaar moet zijn. Later werden meerdere vonnissen uitgesproken over de toepassing van het handvest op het internet. Het handvest geldt hierdoor ook voor commerciële websites van bedrijven die in Québec actief zijn of aldaar goederen verkopen.
De bepaling waarmee de inschrijving op Engelstalige scholen slechts is voorbehouden aan kinderen van wie de ouders Engelstalig onderwijs hebben genoten in Canada, leidde tot klachten. De weerstand leeft vooral bij immigranten in Québec die noch Engels noch Frans als moedertaal hebben, maar desondanks bij voorkeur integreren in de Engelstalige gemeenschap in plaats van zich aan te passen aan de Franstalige meerderheid. Daarnaast is er een kleine minderheid van de Franssprekende Québecers die beheersing van het Engels als economische noodzaak beschouwt. Deze groep bestrijdt de betreffende wetsbepaling, omdat zij het feit dat hun kinderen niet wordt toegestaan Engelstalig onderwijs te volgen zien als discriminatie van de Franstalige bevolking.
Het Handvest van de Franse taal ondervindt steun van de meerderheid van de Franstalige inwoners van Québec, maar niet bij de Engelstalige en anderstalige minderheden. De voor de implementatie verantwoordelijke ambtenaren, door Engelstalige media ´taalpolitie´ genoemd, hebben de mogelijkheid een boete van maximaal 7000 dollar op te leggen voor elke overtreding van de wetsbepalingen. Tegenstanders van het handvest beweren dat door de vaststelling van het handvest sinds de jaren 1970 ongeveer 244.000 personen Québec verlaten hebben en zich in andere provincies vestigden vanwege de taalpolitiek. Vele ondernemingen, waaronder de Royal Bank of Canada, de Bank of Montreal en The Sun Insurance Company of Montreal, verplaatsten hun hoofdkantoor naar Toronto omdat hun voertaal Engels is. Daarentegen zijn er ook vele bedrijven die sinds de jaren 1970 hun hoofdkantoor verplaatsten van Toronto naar Montreal.
Ondanks alle kritiek is de politieke weerstand tegen het handvest en eerdere taalwetten gering gebleven, doordat een grote meerderheid van de Franstalige Québecers deze wet ondersteunt. Zowel de Parti Québécois als de Parti libéral du Québec zien daarom geen aanleiding het handvest substantieel te veranderen of geheel af te schaffen.
- Gemeinsame Normdatei: 4454444-3
- Library of Congress Control Number: n78055561
- Virtual International Authority File: 178209399